# Municipio de Kline
El municipio de Kline (en inglés: Kline Township) es un municipio ubicado en el condado de Schuylkill en el estado estadounidense de Pensilvania. En el año 2000 tenía una población de 1.591 habitantes y una densidad poblacional de 50 personas por km².

## Geografía
El municipio de Kline se encuentra ubicado en las coordenadas 40°52′29″N 75°59′58″O / 40.87472, -75.99944.

## Demografía
Según la Oficina del Censo en 2000 los ingresos medios por hogar en la localidad eran de $30,188 y los ingresos medios por familia eran $40,333. Los hombres tenían unos ingresos medios de $28,942 frente a los $21,078 para las mujeres. La renta per cápita para la localidad era de $15,157. Alrededor del 8,2% de la población estaban por debajo del umbral de pobreza.

## Educación
El Distrito Escolar del Área de Hazleton (HASD) gestiona las escuelas públicas que sirven al municipio, incluyendo la Escuela Primaria-Intermedia McAdoo-Kelayres en McAdoo (que sirve a la comunidad de Kelayres del municipio) y la Escuela Secundaria del Área de Hazleton en el Municipio de Hazle.